# Łuk nocny
Łuk nocny – droga ruchu Słońca oraz całego sklepienia niebieskiego nocą, czyli pod horyzontem.